# Буренин, Константин Петрович
Константи́н Петро́вич Буре́нин (1836—1882) — русский педагог, автор учебников. Брат В. П. Буренина.

## Биография
Родился в Москве в 1836 году в семье архитектора П. П. Буренина. В 1853 году окончил 1-ю Московскую гимназию; затем учился в Главном педагогическом институте — по физико-математическому факультету. По окончании курса, Буренин был назначен преподавателем физики и математики в Смоленскую гимназию, откуда переведён в 4-ю московскую.
Буренин приобрёл известность в педагогическом мире учебниками, составленными им вместе с А. Ф. Maлининым. Учебники эти принадлежали к наиболее распространенным и отличались ясным изложением. Популярность их началась с первых же изданий и с каждым годом возрастала. «Руководство к арифметике», вышедшее в 1867 году в 2 400 экземплярах, в последних изданиях печаталось в количестве 60 000 и 75 000 экз.; в течение 15 лет оно выдержало 16 изданий и разошлось в количестве свыше 300 000 экз. Еще в большем количестве разошлось «Собрание арифметических задач», выдержавшее 18 изданий. Кроме этого, Малининым и Бурениным были изданы: «Руководство к космографии и физической географии» (8 изд.); «Руководство к физике» (8 изд.); «Руководство к алгебре и собрание алгебраических задач» (8 изд.).
Умер в Ялте 8 (20) сентября 1882 года. Был похоронен в Москве, на кладбище Донского монастыря (уч. 5).